# Georges XI
Georges XI (en géorgien : გიორგი XI, en persan : گرگین‌خان, Gurgen Khan) ou Shah-Nawaz-Khan III (mort le 16/23 avril 1709) est roi de Karthli de 1676 à 1688, de 1692 à 1695, et de 1703 à 1709.

## Biographie
Fils aîné du roi Vakhtang V, il reçoit du Chah d'Iran le titre de Gurgen Khan. Après avoir été régent de Karthli pendant les absences de son père, il lui succède à sa mort. Il doit pour cela, comme son père, accepter l’islam et prendre le nom de Shah-Nawaz-Khan III dès le 10 janvier 1676.
En 1688, il tente de s’emparer du royaume de Kakhétie, administré par le vice-roi iranien Qalbali Khan. Il est alors détrôné par le Chah séfévide Süleyman Ier et remplacé au Khartli par Héraclius Ier de Kakhétie, l’héritier légitime de la Kakhétie revenu d'exil et qui a lui aussi accepté de devenir musulman sous le nom de Nazir-Ali-Khan pour obtenir les deux royaumes.
Georges rejoint alors son frère aîné Artchil Ier d'Iméréthie, qui tente de s’imposer en Iméréthie. Il se soumet ensuite au Chah qui, mécontent d’Héraclius Ier de Kakhétie, nomme Georges XI « gouverneur général de la Géorgie » de 1692 à 1695.
Il devient ensuite gouverneur du Kerman de 1699 à 1703. En 1701, Georges aide son frère Levan de Karthli à maintenir la souveraineté de Chah Huseyin sur cette province. En récompense, il reçoit de nouveau le royaume de Karthli en juin 1703, mais il ne peut regagner son pays qui est confié au régent Levan de Karthli du fait du début de la révolte des Afghans en 1704. En effet, depuis 1699, il est devenu Sipah-Salar (i.e. commandant en chef de l’armée perse).
En 1703, il reçoit la vice-royauté de Kandahar ainsi que le commandement de l’armée iranienne en Afghanistan. Sur place, il même une politique de répression active, capture le chef du clan Ghilzai Mirwais Khan Hotak et l’envoie comme prisonnier à Ispahan. L’Afghan obtient à son tour la confiance du versatile Chah Huseyin, qui l’autorise à rentrer dans son pays. Peu après son retour, Mirwais Khan Hotak met à profit l’absence de l’armée perse, en expédition contre des rebelles sous le commandement du neveu de Georges de Karthli, pour convier ce dernier à une rencontre. Il fait immédiatement assassiner le roi de Karthli et massacrer son escorte le 16/23 avril 1709. L’armée perse, de retour à Kandahar, est vaincue à son tour.

## Mariage et descendance
Georges XI de Karthli a eu deux épouses :
1. en 1676 Thamar (morte en 1683), fille du prince David Davitishvili, dont :
  - Bagrat, mort en octobre 1692 à Hérat ;
  - Marie (morte en 1697), qui épouse en 1687 David II, duc de Ksani (1695-1697) ;
2. en 1687 Khwarashan (morte en 1695), fille du prince Georges Mikeliadze, dont :
  - Rodam, qui épouse en 1703 le roi Georges VII d'Iméréthie, avant d'en divorcer en 1714.

## Sources
- Cyrille Toumanoff, Les dynasties de la Caucasie chrétienne de l'Antiquité jusqu'au XIXe siècle : Tables généalogiques et chronologiques, Rome, 1990, p. 144-145.
- Alexandre Manvélichvili, Histoire de la Géorgie, Nouvelles Éditions de la Toison d'Or, Paris, 1951, p. 297-299.
- Marie-Félicité Brosset, Histoire de la Géorgie, tome II : Histoire moderne de la Géorgie, réédition Adamant Media Corporation  (ISBN 0543944808), « Chronique de Sekhnia Tchkeidzé », p. 7-54.